# Marcus Aefulanus
 (septembre 2022).
Marcus Aefulanus est un sénateur romain, actif pendant les règnes de Claude et Néron. Il est consul dans la seconde moitié de 54. Il est connu pour avoir exercé une autre fonction, gouverneur proconsulaire de la province d'Asie vers 66/67. Aefulanus n'est connu que par des inscriptions.
On sait peu de choses sur Tutor, qui est le seul membre de la gens Aefulana à accéder au consulat, et seulement un peu plus sur sa gens. Un Mons Aefulanus (Monte Sante Angelo moderne en Arcese) est connu, ainsi qu'une ville du même nom sur ses pentes;  le nom similaire suggère que la famille du consul avait ses origines là-bas. Moins d'une douzaine d'Aefulani au total sont attestés, dont un Marcus Aefulanus Primus, qui est probablement l'affranchi ou l'ancien esclave de notre Aefulanus. Ceux-ci incluent : un Titus Aefulanus, un magistrat local dans le Forum Cornelii (Imola moderne) ; plusieurs tablettes de cire récupérées à Pompéi mentionnent un Publius Aefulanus Crysantus;  des inscriptions retrouvées à Augusta Emerita (près de Mérida, Espagne) attestent que quatre personnes (deux affranchis) de cette gens y sont présentes ;  et deux inscriptions attestent d'une famille de ce nom.  Deux lettres de Pline le Jeune mentionnent un Aefulanus Marcellinus.  À l'exception de l'affranchi Primus, il n'y a aucune raison pour que l'un d'eux soit lié au consul.